# Усть-Манья
Усть-Манья́ (рос. Усть-Манья) — присілок у складі Березовського району Ханти-Мансійського автономного округу Тюменської області, Росія. Входить до складу Хулімсунтського сільського поселення.
Населення — 36 осіб (2010, 39 у 2002).
Національний склад станом на 2002 рік: мансі — 77 %.